# 올림푸스 E-620
올림푸스 E-620(Olympus E-620)은 2009년 3월 20일에 올림푸스에서 출시 된 올림푸스 E-시스템의 렌즈 교환식 디지털 SLR 카메라이다. 포서즈 시스템을 채용하고있다.
E-30과 E-520의 중간에 위치하는 신형기에서 처음 600 번대의 번호가 주어졌다. 7 점 위상차 AF로, 2 축 가동식 액정 모니터를 갖추면서, E-520 수준의 경량을 확보하고있다.